# Zehlendorfer Eisenbahn
| Güterzug am Dahlemer Weg |                      |                                        |                                        |
| Spurweite: | 1435 mm (Normalspur) |                                        |                                        |
| Streckengeschwindigkeit: | 10 km/h              |                                        |                                        |
| |                      |                                        |                                        |
| \| \| \| von Berlin-Schöneberg \| \| \| \| Berlin-Lichterfelde West \| \| \| \| Dahlemer Weg \| \| \| \| nach Berlin-Wannsee \| \| \| \| Nordbahnhof \| \| \| \| mehrere BÜ \| \| \| \| Dahlemer Weg \| \| \| \| Anschluss \| \| \| \| Berlin Goerzallee (Schönow/Südbahnhof) \| \| \| \| Goerzallee \| \| \| \| Anschluss APCB \| \| \| \| Goerzwerke \| |                      |                                        |                                        |
| Strecke |                      | von Berlin-Schöneberg                  | von Berlin-Schöneberg                  |
| Dienststation / Betriebs- oder Güterbahnhof |                      | Berlin-Lichterfelde West               | Berlin-Lichterfelde West               |
| Strecke mit Straßenbrücke |                      | Dahlemer Weg                           | Dahlemer Weg                           |
| Abzweig geradeaus und nach rechts |                      | nach Berlin-Wannsee                    | nach Berlin-Wannsee                    |
| ehemaliger Bahnhof |                      | Nordbahnhof                            | Nordbahnhof                            |
| Bahnübergang |                      | mehrere BÜ                             | mehrere BÜ                             |
| Bahnübergang |                      | Dahlemer Weg                           | Dahlemer Weg                           |
| Abzweig geradeaus und ehemals nach links |                      | Anschluss                              | Anschluss                              |
| Dienststation / Betriebs- oder Güterbahnhof |                      | Berlin Goerzallee (Schönow/Südbahnhof) | Berlin Goerzallee (Schönow/Südbahnhof) |
| Bahnübergang |                      | Goerzallee                             | Goerzallee                             |
| Abzweig ehemals geradeaus und nach rechts |                      | Anschluss APCB                         | Anschluss APCB                         |
| Betriebs-/Güterbahnhof Streckenende (Strecke außer Betrieb) |                      | Goerzwerke                             | Goerzwerke                             |

Die Zehlendorfer Eisenbahn und Hafen AG, später Zehlendorfer Eisenbahn- und Hafen GmbH, kurz: ZEUHAG war eine Berliner Eisenbahngesellschaft. Die von ihr betriebene Bahnstrecke (Goerzbahn; gesamte Anlage des Bahnhofs Schönow zwischen Dahlemer Weg und Goerzallee) befindet sich seit 2011 im Besitz der RBH Logistics GmbH, einer Tochtergesellschaft der DB Cargo AG. Das Streckengleis von Lichterfelde West bis zum Bahnübergang Dahlemer Weg (Einfahrt in den Bahnhof Schönow) liegt auf öffentlichem Straßenland und befindet sich im Eigentum des Landes Berlin. Auf der Goerzbahn findet seit 2020 kein Verkehr mehr statt.

## Das Unternehmen
Im Jahr 1904 wurde die ZEUHAG als Bahngesellschaft gegründet. Seit 1918 gehörte sie als Tochtergesellschaft zur Optischen Anstalt C. P. Goerz und ging mit dieser 1926 in den Zeiss-Ikon-Konzern (später: IKON AG) über. Dies blieb so bis in die 1990er Jahre. 1995 wurde die ZEUHAG in den DB-Konzern eingegliedert und war Tochtergesellschaft der DB Cargo Deutschland.
Im Sommer 2011 wurde die ZEUHAG auf die RBH Logistics GmbH – einer Tochtergesellschaft der zum Konzern der Deutschen Bahn AG gehörenden DB Cargo AG – verschmolzen und ist seither ein unselbständiger Geschäftsbereich der RBH.

## Örtliche Lage
Nördlicher Ausgangspunkt der Strecke ist der Bahnhof Berlin-Lichterfelde West an der Bahnstrecke Berlin–Magdeburg. Von hier aus führt die Strecke in einem Bogen unter der Brücke des Dahlemer Wegs hindurch (vorbei am Ort des ehemaligen Nordbahnhofs der ZEUHAG in Lichterfelde West), erreicht damit den Ortsteil Zehlendorf und folgt in Randlage dem Verlauf des Dahlemer Wegs (später: Wupperstraße), bis nach etwa drei Kilometern die Wupperstraße überquert und wieder das Gebiet des Ortsteils Lichterfelde erreicht wird. Direkt hinter dem Bahnübergang beginnt der Bahnhof Schönow, der sich bis zur Goerzallee erstreckt. Über die Goerzallee hinaus wird heute nur noch ein Gleis benutzt, über das ein Werk für Kunststoff-Autoteile (APCB Berlin GmbH&Co., vormals Visteon Deutschland GmbH) bedient wird.

## Geschichte des Betriebes

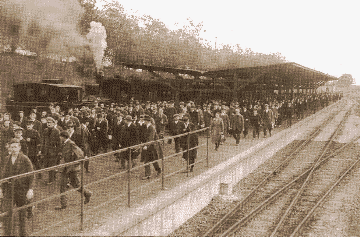
Ehemaliger Nordbahnhof der ZEUHAG nahe Lichterfelde West

Die ZEUHAG nahm 1905 den Bahnbetrieb (zunächst als Pferdebahn) auf. Erst im Dezember 1915 wurde die erste Dampflokomotive beschafft.
Gegenstand des Betriebes war zunächst der Transport von Baustoffen, die bei der Errichtung und dem Ausbau des Schönower Industriegebiets benötigt wurden. Alsbald verlagerte sich dies auf den Abtransport der in den Schönower Betrieben gefertigten Güter und die Zulieferung von Rohstoffen für ebendiese Betriebe.

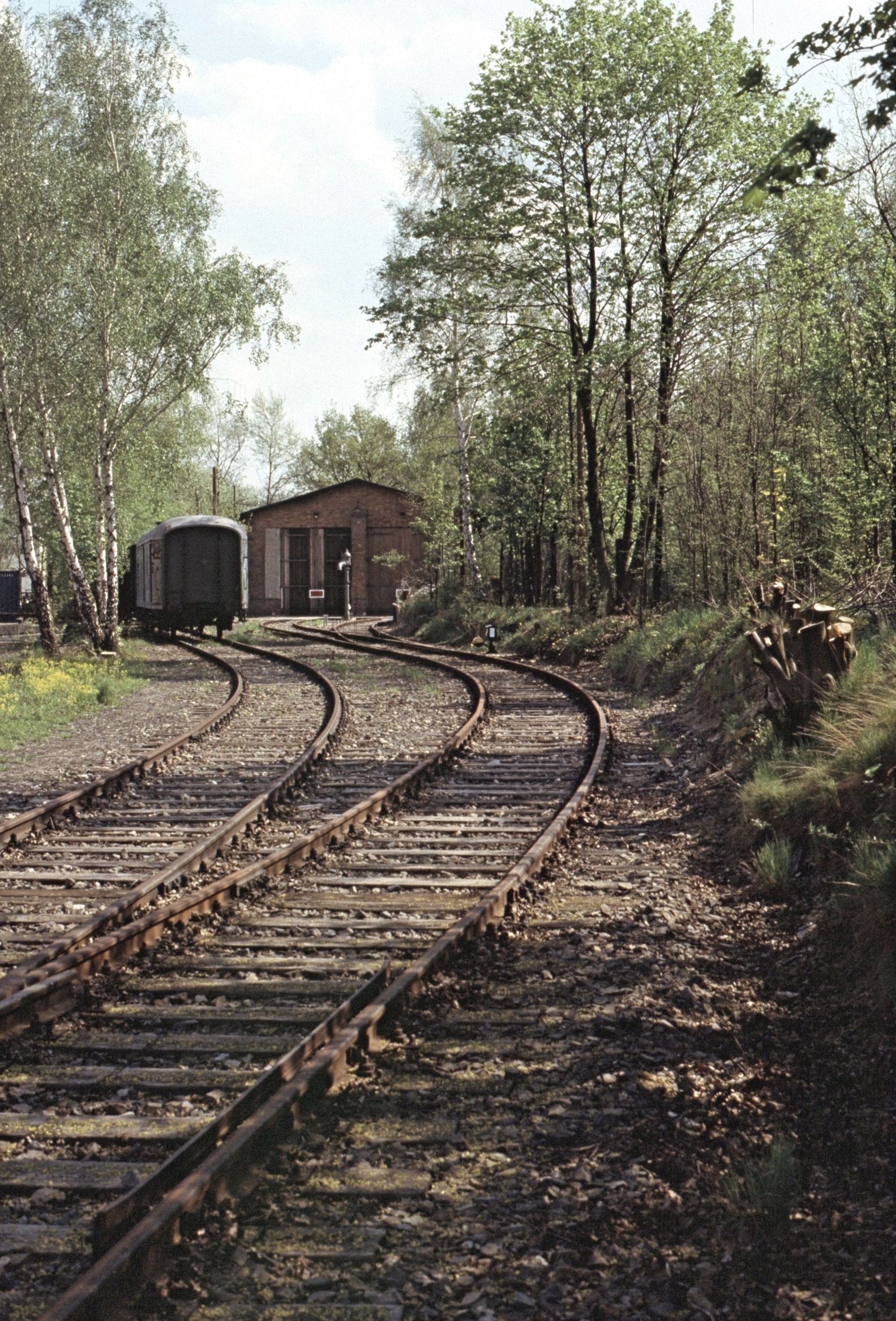
Lokschuppen der Zehlendorfer Eisenbahn an der Goerzallee, 1988

Im Jahr 1919 wurde dann der Betriebszweig Personenverkehr eröffnet. Allerdings diente die ZEUHAG nicht dem öffentlichen Nahverkehr, da sie sich als Privatanschlussbahn darauf beschränken musste, Betriebsangehörige der Werke zu befördern, die ihrem Träger (Optische Anstalt C. P. Goerz) gehörten oder mit diesem verbunden waren. Zu dieser Zeit bildete sich auch der volkstümliche Name „Goerzbahn“.
Nach dem Zweiten Weltkrieg war die ZEUHAG durch den Verlust von Sachmitteln und Personal zunächst am Ende. 1946 wurde der Betrieb wieder aufgenommen. Mit der Berlin-Blockade kam das endgültige Aus für die eigene Betriebsführung. Von nun an übernahm die Deutsche Reichsbahn den Betrieb auf der Anschlussbahn. Mit der Vereinigung der Deutschen Staatsbahnen zur Deutschen Bahn AG am 1. Januar 1994 wurde die Betriebsführung auf der ZEUHAG an DB Cargo übertragen.
Die letzten Dampflokomotiven der ZEUHAG wurden 1966 verschrottet, nachdem sie bis dahin im Schönower Lokschuppen hinterstellt waren. Damit verlor auch der Lokschuppen seine Bestimmung und wurde später jahrelang als Lagerraum genutzt. 1981 konnte der Schuppen dann an die AG Märkische Kleinbahn vermietet werden, die sich dort als Mitbenutzerin mit eigener Betriebsführung etabliert hat und auf dem Gelände ein kleines Eisenbahnmuseum unterhält.

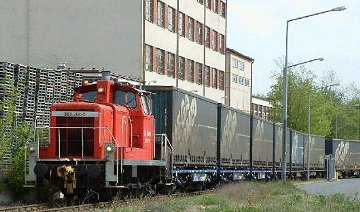
Güterzug auf der Goerzbahn

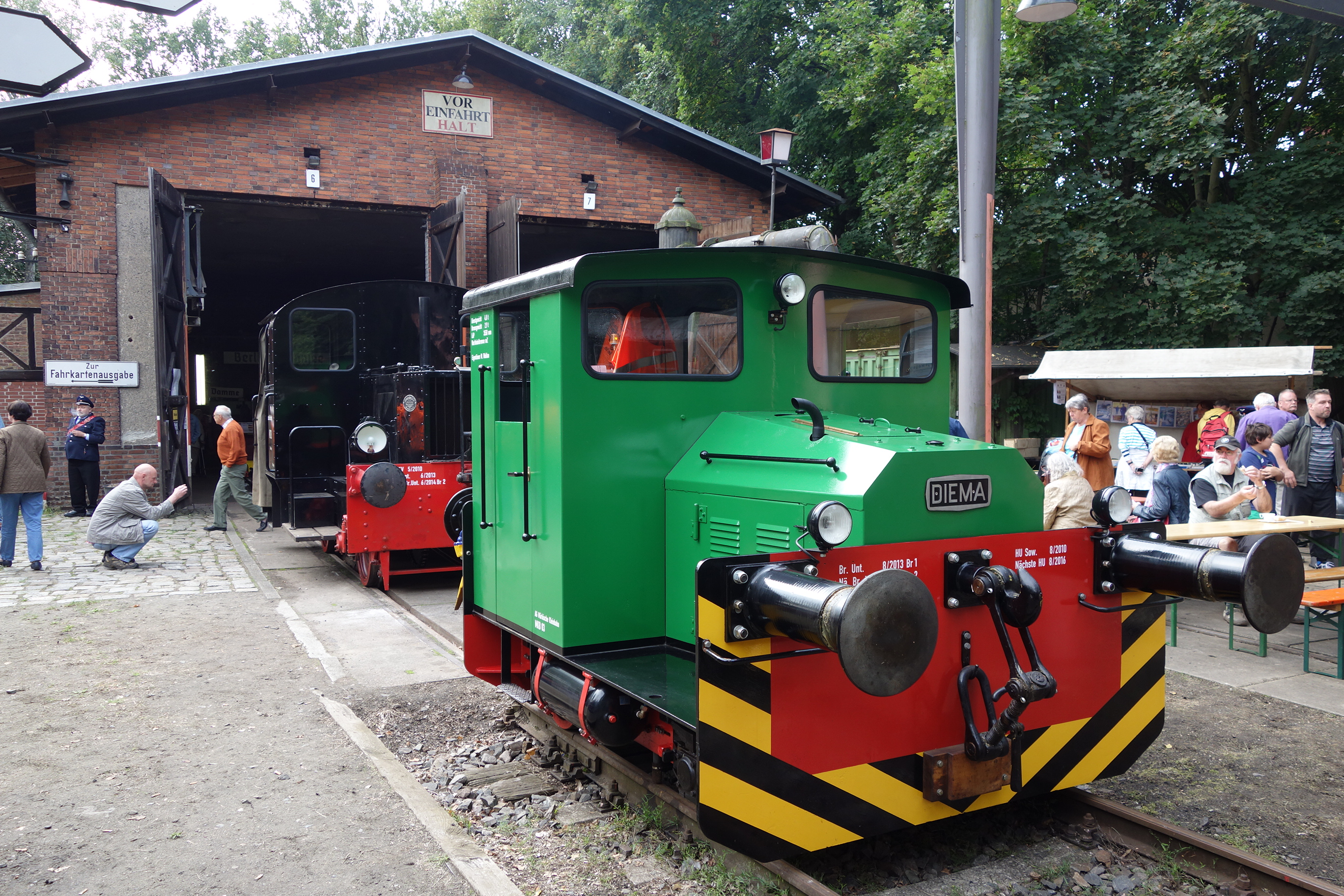
Museum der AG Märkische Kleinbahn

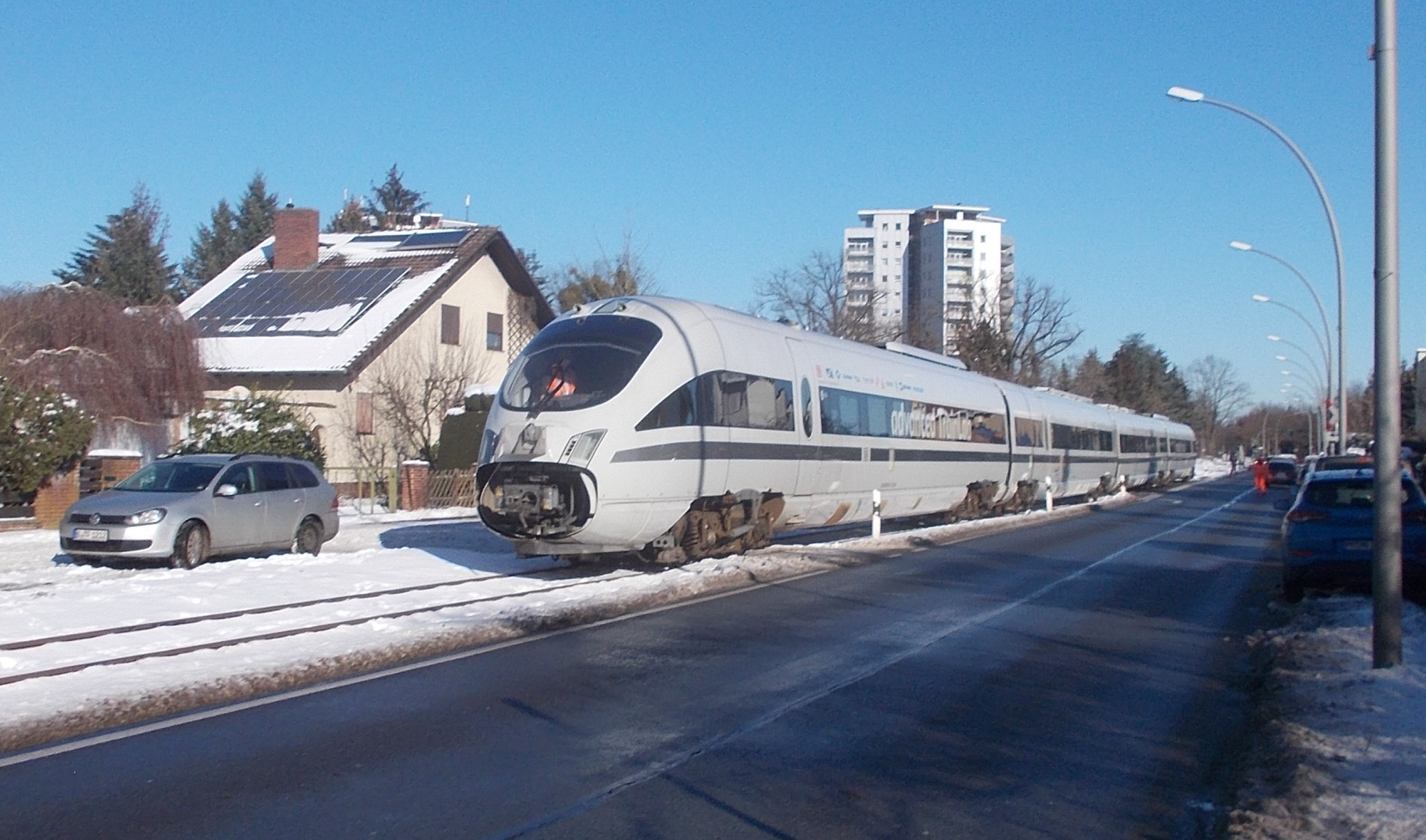
ICE TD als advanced TrainLab auf Versuchsfahrt am 12. Februar 2021

Der Verein AG Märkische Kleinbahn ist seit 1981 Mieter des früheren Lokomotivschuppens in Schönow und betreibt auf dem Gelände ein Eisenbahnmuseum. Seit 1989 nutzt er auch die Strecke für Museums- und Draisinen-Fahrten.
Im Jahr 1989 verlagerte der Autokonzern Ford seine Berlin–Köln-Transporte auf die Bahn. Hierdurch konnten 30 bis 40 Lastwagenfahrten täglich vermieden werden. Die Strecke wurde 1995 vom Bahnkonzern übernommen.
Im Rahmen der Anschlussbedienung wurden bis zum Sommer 2018 nur noch Ganzzüge zwischen dem Herstellerwerk für Kunststoff-Autoteile an der Goerzallee und dessen Stammbetrieb in Köln gefahren. Der Rangierbetrieb wurde dabei ausschließlich mit einmännig besetzten Diesellokomotiven der Baureihe 365 durchgeführt. Der Lokrangierführer hatte dabei nicht nur die Lok zu bedienen, sondern war auch für das Kuppeln, Entkuppeln und Sichern der Wagen und die Sicherung der nicht technisch gesicherten Bahnübergänge zuständig.
Im Juni 2018 wurde bekanntgegeben, dass die Anschlussbedienung wegen des gesunkenen Verkehrsaufkommens eingestellt und auf Lkw-Bedienung umgestellt wird. Seit 2. Juli 2018 ist die Strecke ohne Verkehr. Durch die AG Märkische Kleinbahn wurde Interesse an einer Übernahme der Strecke geäußert.
Nachdem die Strecke zunächst verkauft werden sollte, strebten Deutsche Bahn, Bezirk und AG Märkische Kleinbahn später deren weiteren Erhalt an. Im Jahr 2019 sollte der zwischen Bezirk und Deutscher Bahn bestehende Gestattungsvertrag über die Nutzung der Gleise auf die Märkische Kleinbahn übergehen, der Verein hätte dann zum 1. Januar 2019 die Betriebsführung übernommen. Der mit dem Verein zu schließende Vertrag sollte über drei Jahre (mit Verlängerungsoption) laufen, um eine mögliche Entwidmung der Strecke zu verhindern und in dieser Zeit neue Anschließer für den Güterverkehr zu gewinnen. Darüber hinaus gibt es Ideen für die Einrichtung eines regelmäßigen Personenverkehrs.
Nach der Einstellung des Güterverkehrs beschränkt sich der Goerzbahn-Betrieb vornehmlich im Bahnhofsbereich Schönow auf Demonstrationsfahrten mit Museumsfahrzeugen der AG Märkische Kleinbahn (MKB), ergänzt um gelegentliche Befahrungen der Strecke durch Sonderfahrten.
Da die Strecke in Randlage direkt am Dahlemer Weg liegt und viele Bahnübergänge sowie Grundstückszufahrten hat, ist es durch die Bedienungsanweisung der Goerzbahn vorgeschrieben, dass alle Triebfahrzeuge beim Befahren des Streckengleises zwischen Schönow und Lichterfelde West mit einem gelben Rundumlicht ausgestattet sein müssen, um Unfälle mit Kraftfahrzeugen zu verhindern. Zunächst waren diese Rundumleuchten bei wenigen Stammlokomotiven fest montiert. Seit längerem gibt es mobile Leuchten mit Akkubetrieb, die freizügig eingesetzt werden können.
Im Februar 2021 befuhr, erstmals in der Streckengeschichte, ein ICE TD der Baureihe 605 als advanced TrainLab der DB Systemtechnik die Strecke zu Erkundungszwecken. Geplant ist, auf der 2,5 Kilometer langen Strecke Test- und Erprobungsfahrten mit modernen Einrichtungen zur Objekt- und Hinderniserkennung sowie Umfeldwahrnehmung durchzuführen.
Im September 2021 wurde bekannt, dass das Land Berlin den Bahnhof an der Goerzallee und die Gleisanlagen kaufen wird, um einen Gleispark Zehlendorf Süd zu entwickeln. Der Bestand des Museums der MKB wäre damit langfristig gesichert.